# Andrena arenata
Andrena arenata är en biart som beskrevs av Osytshnjuk 1983. Andrena arenata ingår i släktet sandbin, och familjen grävbin. Inga underarter finns listade i Catalogue of Life.